# Григорије Синаит Млађи
Григорије Синаит Млађи (XIV век), Григорије Монах, грчки монах и животописац, један од насељеника „синаитске колоније“ на падинама Кучаја и Хомољских планина. Са групом монаха стигао у Србију 1379. и донео са собом Житије преподобног Ромила, које је написао на грчком језику, доприносећи учвршћивању његовог култа започетог још на Светој гори. Како је Ромил умро у Лазаревој Раваници 1376, неки раванички монах убрзо је превео Житије на српски и увео га у стару српску књижевност. Григорије је умро у манастиру Горњак неколико година по доласку у Србију.

## Превод на савремени српски
- Житије преподобног Ромила Раваничког, прев. са грчког Ј. Поповић, у: „Житија светих — јануар“, Београд 1972, стр. 501–517.